# Anton Zingerle

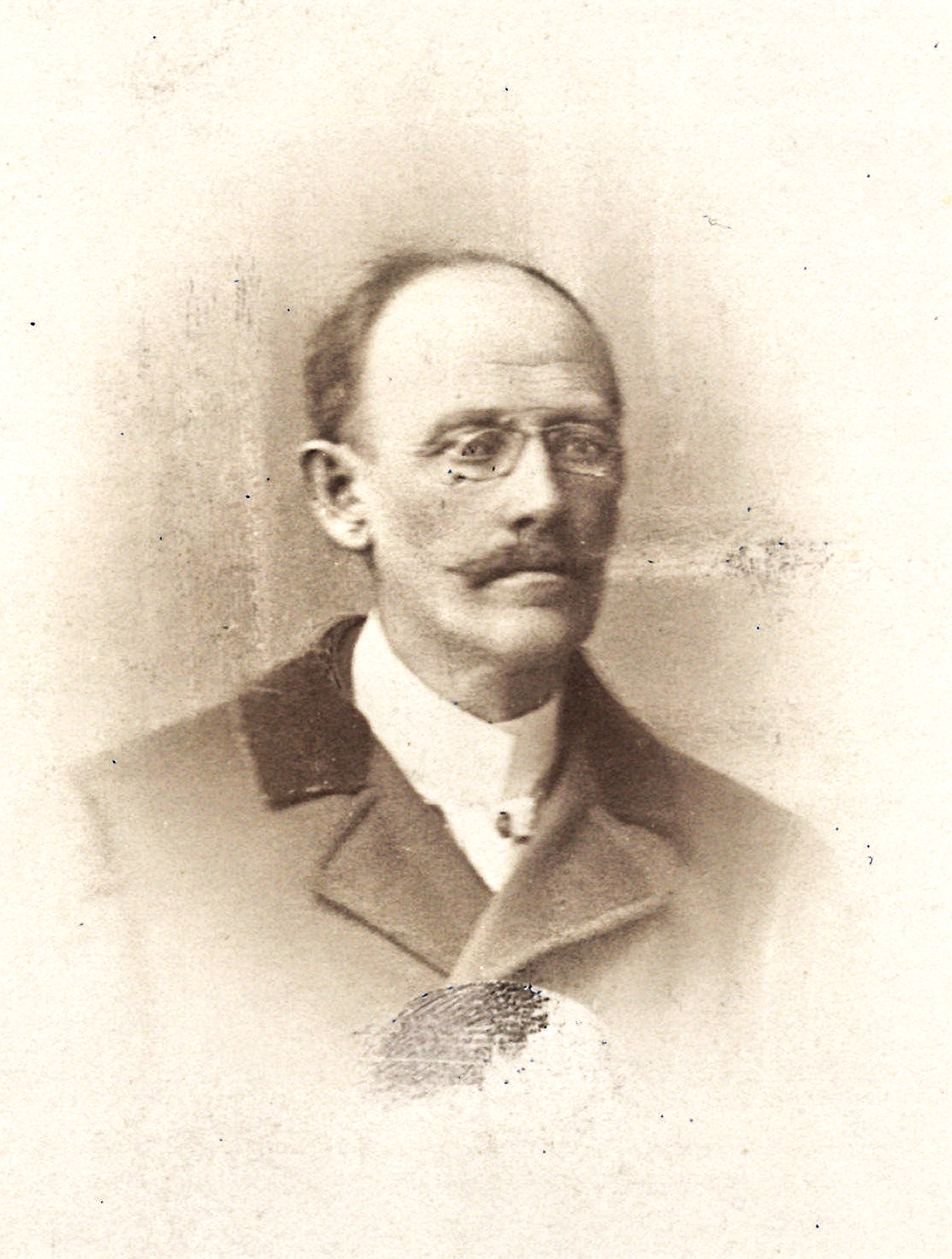
Anton Zingerle studierte und habilitierte sich in Innsbruck, später wurde er an der Universität zum Professor ernannt.

Anton Zingerle (* 1. Februar 1842 in Meran; † 7. Dezember 1910 in Innsbruck) war ein österreichischer Klassischer Philologe.

## Leben
Zingerle war Sohn des Meraner Kaufmanns Bartlmä Tobias Zingerle, Neffe des Pius Zingerle, sowie der jüngere Bruder von Ignaz Vinzenz und Josef Zingerle. Nachdem er das Gymnasium in seiner Vaterstadt besucht hatte, bezog er die Universität Innsbruck und schloss dort sein Studium der Philologie 1865 ab. Zwischen 1864 und 1866 wirkte er als Lehrer am k. k. Gymnasium in Verona und nutzte dies um in dieser Zeit viele Städte Oberitaliens zu besuchen. 1866 wechselte er als Professor an das k. k. Gymnasium in Trient, wo er auch das Amt des Bezirksschulinspektors für die deutschen Schulen in Welschtirol bekleidete. Nach der Erlangung der Doktorwürde 1869 an der Universität Tübingen in absentia wechselte er als Professor an das k. k. Gymnasium in Innsbruck. 1872 habilitierte er sich an der Universität Innsbruck, wo er 1873 zum außerordentlichen und 1877 (mit Wirkung zum 1. Januar 1878) zum ordentlichen Professor der Klassischen Philologie ernannt wurde. Ab 1887 war er Mitdirektor des Philologischen Seminars.
Ein Hauptaugenmerk legte er in seinen Studien auf den römischen Dichter Ovid.